# Volkskorrespondent

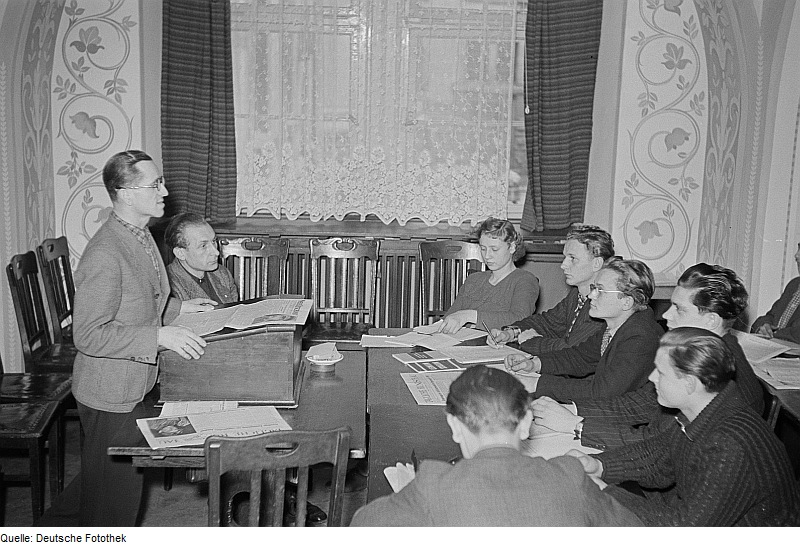
Volkskorrespondenten-Lehrgang 1952 im Leipziger Ratskeller

Volkskorrespondent – offizielle Abkürzung: Vk. – war die amtliche Bezeichnung für die freien Mitarbeiter von DDR-Zeitungen in der Zeit zwischen 1945 und 1989.
Artikel, die von Volkskorrespondenten verfasst waren, wurden in den DDR-Zeitungen unterzeichnet mit „VK N.N.“. Volkskorrespondenten waren die Zuträger lokaler Nachrichten und erfüllten somit eine wichtige Rolle. Sie sollten fähig sein, eine lokale Begebenheit in den offiziell gewünschten Kontext einzuordnen und sachlich darüber zu berichten. Politisch anspruchsvollere Artikel waren in der Regel den Redakteuren der Zeitungen und Zeitschriften vorbehalten.
Vorläufer der Volkskorrespondenten in der DDR bestanden in der sowjetischen Presse seit den 1920er Jahren sowie in der kommunistischen Presse der Weimarer Republik.
Beispielhaft begann der Prüffeldmonteur und Volkskorrespondent des VEB Elektroprojekt und Anlagenbau Berlin in der Berliner Zeitung vom 30. Juli 1982 seinen Artikel über die Endkontrolle von Stromversorgungsanlagen so: „Reserven in der Kontinuität – Von Volkskorrespondent Michael Haßfurt“.